# Скруп, Джон, 5-й барон Скруп из Болтона
Джон Скруп (англ. John Scrope; 22 июля 1435 или 1437/38, Болтон, Йоркшир, Королевство Англия — 17 августа 1498) — английский аристократ, 5-й барон Скруп из Болтона (с 1459 года), один из наиболее влиятельных землевладельцев Йоркшира. Кавалер ордена Подвязки. Участвовал в войнах Алой и Белой розы на стороне Йорков, в 1470 году поддержал Ланкастеров, но позже получил помилование Эдуарда IV. Сражался при Босворте на стороне Ричарда III, в дальнейшем примирился с Генрихом VII.

## Биография
Джон Скруп принадлежал к аристократическому роду, представители которого владели обширными землями на севере Англии с центром в Болтоне (Йоркшир), а с 1371 года — баронским титулом. Он был старшим сыном Генри Скрупа, 4-го барона Скрупа из Болтона, и его жены Элизабет Скруп (из Скрупов Месемских). Рождение Джона источники датируют 22 июля 1435 или 1437/38 года. В 1459 году, после смерти отца, Скруп унаследовал семейные владения и баронский титул. В Войнах Алой и Белой розы он вслед за отцом поддержал Йорков: на их стороне сражался при Нортгемптоне 10 июля 1460 года, при Таутоне 29 марта 1461 года (в этой битве Джон был серьёзно ранен) и, возможно, при Хексеме 15 мая 1464 года. В 1462 году король Эдуард IV сделал Скрупа рыцарем ордена Подвязки. При всех своих симпатиях к Йоркам сэр Джон после битвы при Хексеме приютил короля Генриха VI Ланкастерского, а в 1470 году поддержал своего кузена Ричарда Невилла, графа Уорика, перешедшего на сторону Ланкастеров. Ключевую роль здесь сыграла обида Скрупа на короля Эдуарда IV из-за нежелания последнего передать ему остров Мэн — наследие двоюродного прадеда Джона. В 1471 году барон сражался против Йорков при Барнете, где Уорик потерпел поражение и погиб. Позже Скруп получил от Эдуарда IV прощение и снова занял видное место в его окружении. В 1475 году он участвовал во французском походе, в 1476 ездил с дипломатической миссией в Рим, в 1482 году командовал авангардом во время похода в Шотландию. По данным некоторых источников, именно сэр Джон организовал в 1478 году убийство брата короля Джорджа Кларенса, осуждённого за измену.
После смерти Эдуарда IV Скруп служил его брату Ричарду III; последний пожаловал ему ряд поместий на юго-западе Англии и должность констебля Эксетерского замка. 22 августа 1485 года сэр Джон сражался при Босворте против Генриха Тюдора; последний победил и завоевал английскую корону, а всех сторонников Ричарда объявил изменниками, но Скрупа помиловал (возможно, по просьбе своей матери, которая приходилась второй жене барона единоутробной сестрой). В 1487 году сэр Джон поддержал восстание Ламберта Симнела и вместе со своим сородичем Томасом, 6-м бароном Скрупом из Месема, напал на Йорк, но потерпел поражение. Он снова избежал суровой кары — на этот раз выплатив большой штраф и обязавшись не отдаляться от Лондона больше, чем на 22 мили.
В 1497 году Скруп воевал с шотландцами на границе и помог освободить от осады замок Норем. В 1498 году он умер, оставив земли и титул единственному сыну.

## Семья
Джон Скруп был женат дважды. Его первой женой в 1447 году стала Джоан Фицхью, дочь Уильяма Фицхью, 4-го барона Фицхью, и Марджори Уиллоуби, которая родила сына — Генри, 6-го барона Скрупа из Болтона. Не позже декабря 1471 года сэр Джон женился во второй раз — на Элизабет Сент-Джон, дочери сэра Оливера Сент-Джона и Маргарет Бошан из Блетсо. Единоутробной сестрой этой женщины была Маргарет Бофорт — жена Генриха Тюдора, потомка побочной ветви Ланкастеров; из-за этого Элизабет при Йорках была под подозрением, что не помешало ей в 1471 году стать крёстной матерью будущего Эдуарда V.
Во втором браке у сэра Джона родились две дочери, Мэри (жена Уильяма Коньерса, 1-го барона Коньерса) и Элизабет. После смерти второй супруги он женился в третий раз — на Энн Харлинг, дочери сэра Роберта Харлинга, вдове сэра Уильяма Чемберлена и сэра Роберта Уингфилда. Баронесса пережила и третьего мужа, но всего на несколько недель.
В источниках упоминается ещё одна дочь Джона Скрупа — Агнес, жена Кристофера Бойнтона и сэра Ричарда Рэтклиффа.